# Asan Tahtahunov
Asan Tahtahunov (né le 25 septembre 1986 à Almaty) est un sauteur à ski kazakh.

## Palmarès

### Coupe du Monde
- Meilleur classement final: 70e en 2004.
- Meilleur résultat: 27e.